# Колин Бенджамин
Колин Бенджамин (на латиница Collin Benjamin) е намибийски футболист, роден на 3 август 1978 в столицата на Намибия Виндхук. Той е универсален футболист, като най-често играе като десен или дефанзивен полузащитник или десен бек.

## Кариера
Започва да играе футбол в клуба от родния сирад ФК Сивикс. По-късно играе половин година в Германия Шнелзен и една година в Распо Елмсхорн (и двата немски отбори от долните дивизии), преди да премине в Хамбургер ШФ през януари 2001 година.
През януари 2006 договорът му е прекратен, за да може да се освободи място за привличането на Аилтон, тъй като тогавашният правилник време не позволява един отбор да има повече от четирима чужденци извън Европа. По това време Бенджамин дълго е извън терените заради контузия. Тогава вече е прието изменение в правилника, според което квотата за чужденци отпада от сезон 2006/2007 и отборът му обещава нов договор към тази дата, който футболистът приема.

## Любопитно
- Любим спортист: Кобе Браянт
- Женен, с едно дете